# Сольна странд (станция метро)
«Сольна странд» (швед. Solna strand) — станция Стокгольмского метрополитена. Расположена на Синей линии между станциями «Сундбюбергс центрум» и «Хувудста», обслуживается маршрутом Т10.
Постройка велась в районе Хувудса муниципалитета Солна на глубине 28 метров. Станция открылась 19 августа 1985 года.